# Xã Harriet-Lien, Quận Burleigh, Bắc Dakota
Xã Harriet-Lien (tiếng Anh: Harriet-Lien Township) là một xã thuộc quận Burleigh, tiểu bang Bắc Dakota, Hoa Kỳ. Năm 2010, dân số của xã này là 67 người.